# العلاقات الجورجية اللبنانية
العلاقات الجورجية اللبنانية هي العلاقات الثنائية التي تجمع بين جورجيا ولبنان.

## مقارنة بين البلدين
هذه مقارنة عامة ومرجعية للدولتين:
| وجه المقارنة                                              | جورجيا                          | لبنان                                                                |
| --------------------------------------------------------- | ------------------------------- | -------------------------------------------------------------------- |
| المساحة (كم2)                                             | 69.70 ألف                       | 10.45 ألف                                                            |
| عدد السكان (نسمة)                                         | 3.72 مليون                      | 6.10 مليون                                                           |
| الكثافة السكانية (ن./كم²)                                 | 53.37                           | 583.73                                                               |
| العاصمة                                                   | تبليسي، كوتايسي                 | بيروت                                                                |
| اللغة الرسمية                                             | اللغة الجورجية، اللغة الأبخازية | اللغة العربية، لغة فرنسية                                            |
| العملة                                                    | لاري جورجي                      | ليرة لبنانية                                                         |
| الناتج المحلي الإجمالي (بليون دولار)                      | 15.16 مليار                     | 51.84 مليار                                                          |
| الناتج المحلي الإجمالي (تعادل القوة الشرائية) بليون دولار | 35.68 مليار                     | 81.54 مليار                                                          |
| الناتج المحلي الإجمالي الاسمي للفرد دولار أمريكي          | 3.79 ألف                        | 8.05 ألف                                                             |
| الناتج المحلي الإجمالي للفرد دولار أمريكي                 |                                 | 17.46 ألف                                                            |
| مؤشر التنمية البشرية                                      | 0.754                           | 0.769                                                                |
| رمز المكالمات الدولي                                      | +995                            | +961                                                                 |
| رمز الإنترنت                                              | .ge، .გე ‏                       | .lb                                                                  |
| المنطقة الزمنية                                           | ت ع م+04:00                     | ت ع م+02:00، ت ع م+03:00، توقيت شرق أوروبا، توقيت شرق أوروبا الصيفي ‏ |

## منظمات دولية مشتركة
يشترك البلدان في عضوية مجموعة من المنظمات الدولية، منها:
| علم المنظمة | اسم المنظمة                   | تاريخ انضمام جورجيا | تاريخ انضمام لبنان |
| ----------- | ----------------------------- | ------------------- | ------------------ |
|             | البنك الدولي للإنشاء والتعمير | 7 أغسطس 1992        | 14 أبريل 1947      |
|             | يونسكو                        | 7 أكتوبر 1992       | 4 نوفمبر 1946      |
|             | الاتحاد البريدي العالمي       | ?                   | ?                  |
|             | الاتحاد الدولي للاتصالات      | 7 يناير 1993        | 12 يناير 1924      |
|             | مؤسسة التمويل الدولية         | 29 يونيو 1995       | 28 ديسمبر 1956     |
|             | الأمم المتحدة                 | 31 يوليو 1992       | 24 أكتوبر 1945     |
|             | مؤسسة التنمية الدولية         | 31 أغسطس 1993       | 10 أبريل 1962      |

## وصلات خارجية
- موقع وزارة الخارجية الجورجية